# Colocasia gongii
Colocasia gongii là một loài thực vật có hoa trong họ Ráy (Araceae). Loài này được C.L.Long & H.Li mô tả khoa học đầu tiên năm 2000.